# هدی بیوتی

نقد و بررسی یک بلاگر درباره پالت توپاز «Obsessions» از هدی بیوتی

هدی بیوتی، برندی پیشرو در صنعت تولید لوازم آرایشی، در سال ۲۰۱۳ توسط هدی کتان تأسیس شد. این برند به‌سرعت به یکی از نام‌های برجسته در حوزه زیبایی تبدیل شد. در سال ۲۰۱۷، مجله تایم هدی کتان را در فهرست «۲۵ فرد تأثیرگذار در اینترنت» قرار داد. همچنین، فوربس او را به‌عنوان یکی از ثروتمندترین زنان خودساخته و یکی از سه اینفلوئنسر برتر در صنعت زیبایی معرفی کرد.

## پیشینه
هدی کتان در آوریل ۲۰۱۰ با راه‌اندازی وبلاگ و کانال یوتیوب «هدی بیوتی» وارد عرصه زیبایی شد. در سال ۲۰۱۳، او به همراه خواهرش، مونا کتان، برند لوازم آرایشی هدی بیوتی را تأسیس کرد که به سرعت به یکی از نام‌های برجسته در صنعت زیبایی تبدیل شد.
کانال‌های هدی با تمرکز بر آموزش‌های حرفه‌ای آرایش و مراقبت از پوست، منبعی الهام‌بخش برای علاقه‌مندان به زیبایی هستند. شباهت‌های هدی کتان با کیم کارداشیان، به‌ویژه در مدیریت کسب‌وکار خانوادگی و تأثیرگذاری در صنعت زیبایی، مورد توجه قرار گرفته و او را به یکی از چهره‌های برجسته این حوزه تبدیل کرده است.

## راه اندازی
نخستین محصول هدی بیوتی، مجموعه‌ای از مژه‌های مصنوعی بود که در سال ۲۰۱۱ از طریق فروشگاه‌های سفورا در دبی و در سال ۲۰۱۵ در ایالات متحده عرضه شد. استفاده خواهران کارداشیان از این مژه‌ها نقش مهمی در شهرت اولیه برند ایفا کرد و به افزایش تقاضا و شناخت جهانی آن کمک کرد.
در دسامبر ۲۰۱۷، این شرکت سرمایه‌گذاری جزئی از TSG Consumer Partners ، یک شرکت سهام خصوصی که پیش از این در برندهای زیبایی مانند Smashbox و IT Cosmetics سرمایه‌گذاری کرده بود، دریافت کرد. 
در دسامبر ۲۰۱۷، هدی بیوتی با جذب سرمایه‌گذاری جزئی از TSG Consumer Partners، شرکتی با سابقه در حمایت از برندهای معتبر زیبایی مانند Smashbox و IT Cosmetics، گام مهمی در توسعه خود برداشت.
در ژوئن ۲۰۲۵، هدی کتان اعلام کرد که مالکیت کامل برند به بنیان‌گذاران آن بازگشته است.

## محصولات

### آرایش
هدی بیوتی با ارائه بیش از ۱۴۰ محصول متنوع، از آرایش چشم تا کرم‌پودر و محصولات لب، جایگاه ویژه‌ای در بازار جهانی زیبایی دارد. از پرفروش‌ترین محصولات این برند می‌توان به پودر تثبیت‌کننده «ئیسی بیک»، خط تولید «فائکس فیلتر» شامل اصلاح‌کننده‌های رنگ و کانسیلر، و رژگونه مایع «بلاش فیلتر» اشاره کرد. مژه‌های سامانتا شماره ۷ نیز از زمان عرضه، به‌عنوان یکی از محبوب‌ترین و پرفروش‌ترین محصولات مژه در جهان شناخته شده است.

### عطر
در نوامبر ۲۰۱۸، هدی بیوتی خط تولید عطر کایالی را با همکاری مونا کتان راه‌اندازی کرد. کایالی، که در زبان عربی به معنای «تخیل من» است، با هدف خلق رایحه‌هایی منحصربه‌فرد که داستانی شخصی را روایت می‌کنند، طراحی شده است. این خط تولید با تنوع گسترده‌ای از عطرها، تجربه‌ای شخصی‌سازی‌شده را به مشتریان عرضه می‌کند.
تا سپتامبر ۲۰۲۴، تمام محصولات هدی بیوتی درآمد سالانه ۷۵ میلیون دلار را به همراه داشته‌اند و محبوبیت این برند تنها با عرضه محصولات جدید افزایش یافته است. 

### مراقبت از پوست
در سال ۲۰۲۰، هدی بیوتی یک بخش مراقبت از پوست به نام ویشفول را با محصولی به نام اسکراب آنزیمی یو گلو راه‌اندازی کرد. به دنبال آن، دو ماسک صورت ورقه‌ای  و کره پاک‌کننده «Clean Genie» در همان سال عرضه شدند. 

## جوایز و تقدیرنامه‌ها
در سال ۲۰۱۶، هدی کتان جایزه نوآور دیجیتال سال را در بخش زیبایی معتبر از مجله لباس روزانه زنان دریافت کرد،  در سال ۲۰۱۷، مژه‌های مصنوعی هدی بیوتی جایزه بهترین مژه مصنوعی را از مجله عروسی «دِ نات» دریافت کرد و در سال ۲۰۲۱، او جایزه زن سال کارآفرین تغییر دهنده بازی را از مجله گلامور دریافت کرد.  کاتان به عنوان یکی از ۲۵ فرد تأثیرگذار آنلاین مجله تایم ،  در کنار جی کی رولینگ و کیم کارداشیان، معرفی شد و توسط فوربس به عنوان یکی از ثروتمندترین زنان خودساخته و یکی از سه تأثیرگذار برتر زیبایی معرفی شد. 

## جنجال‌ها و انتقادات

### روشن شدن ناحیه تناسلی
هدی بیوتی به دلیل انتشار یک پست وبلاگی که به زنان در مورد راه‌های روشن کردن رنگ ناحیه تناسلی‌شان توصیه می‌کرد، با اختلاف نظر شدیدی روبرو شد. این پست که در ابتدا در ۷ آوریل ۲۰۱۸ با عنوان «چرا واژن شما تیره می‌شود و چگونه آن را روشن کنیم» منتشر شد، به نکاتی از «متخصص معتمد» و متخصص پوست دارای مجوز، دکتر دوریس دی، اشاره داشت. این پست به عنوان غیرحرفه‌ای و گمراه‌کننده مورد انتقاد قرار گرفت. 

### ادعاهای کپی‌برداری

#### #فیلتر_جعلی در مقابل فنتی بیوتی
در سال ۲۰۱۷، هدی بیوتی اعلام کرد که به زودی مجموعه‌ای از کرم پودرها را با طیف متنوع‌تری از رنگ‌ها عرضه خواهد کرد. پس از این اعلام، این مجموعه توسط طرفداران فنتی بیوتی مورد انتقاد قرار گرفت که «از تصویر مجموعه کرم پودر پرو فیلتر فنتی بیوتی کپی‌برداری شده است». کرم پودرهای «فائکس فیلتر» هدی بیوتی دارای ۳۰ رنگ متنوع هستند، در حالی که برند ریحانا - مجموعه کرم پودرهای «فنتی بیوتی پرو فیلتر» دارای ۴۰ رنگ متنوع است. 

### جنجال بر سر جای جوش
در سال ۲۰۱۵، یک یوتیوبر اهل بریتانیا به نام اِم فورد، ویدیویی با عنوان «چهره‌ات چندش‌آور است» منتشر کرد. این ویدیو درباره نظرات منفی که او در مورد ظاهرش دریافت کرده بود، بحث می‌کرد و تا اکتبر ۲۰۱۸، تعداد بازدیدها از ۲۸ میلیون فراتر رفته بود. پستی از هدی منتشر شد که به خاطر تحقیر جای جوش‌های دیگر یوتیوبرهای هم‌رده‌اش مورد انتقاد قرار گرفته است. کاتان نظری گذاشته بود و گفته بود تنها چیزی که از جوش بدتر است، جای جوش است. هدی از پست مثبت فورد استفاده کرده بود تا نشان دهد جای جوش‌ها «چقدر می‌توانند زشت» باشند. ام فورد پس از دیدن پست هدی، پست جدیدی منتشر کرد و این سوال را مطرح کرد که آیا هدی، به عنوان یک برند محبوب، می‌خواهد یکی از مشکلات قلدری باشد یا یکی از راه‌حل‌ها؟  این ماجرا با پاسخ‌های کاتان به پست‌ها و عذرخواهی آنلاین او به پایان رسید.

### دادخواست علیه نئون اوبسیشنز
در سال ۲۰۲۲، هدی بیوتی توسط سازمان غذا و داروی ایالات متحده به دلیل استفاده از مواد غیرمجاز در اطراف چشم متهم شد. یک شکایت در ایالات متحده که توسط مصرف‌کنندگان ثبت شده بود، ادعا می‌کرد که پالت آرایشی نئون آبسشنز از برند هدی بیوتی، با پنهان کردن برچسب‌های هشداردهنده‌ای مانند «برای ناحیه چشم مناسب نیست»، مواد ممنوعه را پنهان کرده است. یک قاضی فدرال کالیفرنیا مبلغ ۱.۹۳ میلیون دلار برای حل و فصل ادعاها و ۱.۲ میلیون دلار برای هزینه‌های حقوقی شاکیان را تصویب کرد.  

## بازاریابی
طبق ابزار برنامه‌ریزی اینستاگرام «هوپر اچ‌کیو»، که «لیست ثروتمندان اینفلوئنسر» را منتشر می‌کند و ارزش و درآمد اینفلوئنسرهای اینترنتی را تخمین می‌زند، کاتان به عنوان مالک هدی بیوتی می‌تواند به طور بالقوه تا ۶۶۰۰۰ درهم در هر پست حمایت‌شده درآمد داشته باشد.  
هدی بیوتی جزو پرفروش‌ترین برندهای لوازم آرایشی در فروشگاه‌های سفورا در خاورمیانه و هارودز در لندن است. طبق گزارش نشریه «اخبار تجاری مُد»، پیشینه کتان به عنوان یک مهاجر نسل دوم عراقی در آمریکا، او را از دیگر اینفلوئنسرهای زیبایی متمایز می‌کند. او در ایالات متحده در رشته امور مالی تحصیل کرد و به عنوان آرایشگر در دبی مشغول به کار شد. 

## نیکوکاری
۲۰۲۰
- ژوئن ۲۰۲۰: هدی بیوتی با تطبیق کمک‌های مالی از طریق وب‌سایت هدی بیوتی، از پزشکان بدون مرز (MSF) حمایت کرد و مبلغ اهدایی آنها در مجموع ۱۵۰.۰۰۰ دلار به صندوق امداد کووید-۱۹ پزشکان بدون مرز اهدا شد [۳۱]

۲۰۲۱
- مارس ۲۰۲۱: هدی کتان و هدی بیوتی دادخواستی را آغاز کردند و از برندهای زیبایی خواستند تا زمان روتوش یا ویرایش تصاویر یا ویدیوهای خود را اعلام کنند. تشویق زنان و مردان به دوست داشتن خود، برچیدن استانداردهای زیبایی سمی رسانه‌های اجتماعی [۳۲]
- مارس ۲۰۲۱: هدی بیوتی در برابر نژادپرستی علیه جامعه آسیایی ایستادگی می‌کند و به کمپین «متوقف کردن نفرت AAPI» کمک مالی می‌کند [۳۳]
- آوریل ۲۰۲۱: در ماه رمضان، هدی بیوتی یک میلیون وعده غذایی به طرح خیریه ۱۰۰ میلیون وعده غذایی اهدا کرد، طرحی که توسط محمد بن راشد آل مکتوم برای تهیه بسته‌های غذایی به جوامع محروم در ۲۰ کشور آسیا و آفریقا راه‌اندازی شده بود [۳۴]
- مه ۲۰۲۱: هدی بیوتی از پلتفرم‌های خود برای صحبت در مورد اخراج‌های اجباری در فلسطین استفاده کرد و به همین دلیل «بزرگترین رونمایی سال» را برگزار کرد [۳۵] و ۱۰۰۰۰۰ دلار به پزشکان بدون مرز برای حمایت از تلاش‌هایشان در این زمینه اهدا کرد.
- مه ۲۰۲۱: هدی کتان و هدی بیوتی ۱۰۰۰۰۰ دلار به کمپین «به هند کمک کنید نفس بکشد» اهدا کردند، یک کمپین جمع‌آوری کمک‌های مالی برای مقابله با کووید-19 که توسط راهب سابق جی شتی و همسرش، رادیکا دولوکیا-شتی، راه‌اندازی شده است [۳۶]